# Scheibenwiese bei Ebnath
Scheibenwiese bei Ebnath este o arie protejată (arie specială de conservare — SAC, sit de importanță comunitară — SCI) din Germania întinsă pe o suprafață de 4,31 ha, integral pe uscat.

## Localizare
Centrul sitului Scheibenwiese bei Ebnath este situat la coordonatele 49°57′39″N 11°57′37″E / 49.9608°N 11.9603°E.

## Înființare
Situl Scheibenwiese bei Ebnath a fost declarat sit de importanță comunitară în noiembrie 2004 pentru a proteja 1 specie de animale. Situl a fost protejat și ca arie specială de conservare în aprilie 2016.

## Biodiversitate
Situată în ecoregiunea continentală, aria protejată conține 2 habitate naturale: Formațiuni ierboase bogate în specii de Nardus, dezvoltate pe substraturi silicioase în zone montane (și în zone submontane, în Europa continentală), Mlaștini turboase de tranziție și turbării mișcătoare.
La baza desemnării sitului se află o specie protejată de  nevertebrate: fluturele auriu (Euphydryas aurinia).